# Mesopotamia (Provinz)
Mesopotamia wurden zwei verschiedene Provinzen des Römischen Reiches genannt, die Teile Mesopotamiens umfassten und im Zusammenhang mit zwei Partherkriegen eingerichtet wurden. Eine erste, sehr kurzlebige entstand unter Kaiser Trajan Anfang des 2. Jahrhunderts n. Chr. Die zweite, deutlich kleinere Provinz wurde ca. 199 unter Kaiser Septimius Severus eingerichtet und bestand bis ins 7. Jahrhundert. 
Die Provinzen lagen zwischen den Flüssen Euphrat und Tigris, grenzten im Norden an die Provinz Armenia und reichten im Süden unter Trajan (offiziell) bis Babylonien, während unter Septimius Severus nur Nordmesopotamien besetzt wurde. In den Zeiten, als es diese Provinz nicht gab, war der Euphrat die Grenze des Römischen Reichs zum Partherreich.

## Trajanische Provinz

Römisches Reich im Jahre 117 mit hervorgehobener Provinz Mesopotamia

Nachdem in der späten Republik die Versuche von Marcus Licinius Crassus und Marcus Antonius, einen Eroberungskrieg gegen die Parther zu führen, katastrophal gescheitert waren, erkannte Augustus 20 v. Chr. den Euphrat als Grenze zwischen Römern und Arsakiden an. Erst Trajan unternahm über 130 Jahre später erneut den Versuch einer Expansion in dieser Region. Während seines anfangs sehr erfolgreichen Partherfeldzugs (114–117) wurde neben Armenien auch das reiche Mesopotamien über Seleukia-Ktesiphon hinaus bis einschließlich Babylon erobert und bereits 115 zur Provinz erklärt. Die Bevölkerung wurde sofort in römischen Steuerlisten erfasst und für die Finanzierung des noch laufenden Kriegs herangezogen. Deshalb war diese Provinz sehr unruhig und es gab erheblichen Widerstand gegen die römische Besatzung. Zudem waren die Parther nicht entscheidend besiegt, sondern gingen zum Gegenangriff über. Die wichtige Stadt Hatra wurde von Trajan vergeblich belagert; es gelang den Römern daher nicht, Mesopotamia tatsächlich unter ihre Kontrolle zu bekommen. Noch Trajan begann folglich mit der Räumung des Gebietes, und sein Nachfolger Hadrian gab die Provinz bereits 117 wieder auf und verlegte die Grenze zum Euphrat zurück. Das Gebiet war also höchstens 19 Monate lang Teil des Römischen Reiches (zum Vergleich: Germanien war unter Augustus immerhin etwa 25 Jahre lang bis zur Elbe besetzt gewesen).

## Der Partherkrieg des Lucius Verus
Der nächste Versuch, den römischen Einfluss auszuweiten, wurde von Lucius Verus 161–166 in seinem Partherkrieg unternommen. Wahrscheinlich gelang es diesmal tatsächlich, kaiserlichen Einfluss langfristig östlich des Euphrat zu etablieren. Es wurde jedoch keine eigene Provinz eingerichtet, und auch die hauptsächlich im Norden und entlang des Euphrat gemachten Eroberungen – südlich bis Dura Europos reichend, das am rechten Euphratufer lag – wurden dem Statthalter von Syrien unterstellt. Bis zum Tigris reichte das besetzte Gebiet nicht, sondern die Römer begnügten sich damit, östlich des Euphrat nur indirekt Einfluss auszuüben, um den Parthern die Kontrolle Nordmesopotamiens streitig zu machen.

## Provinz der Severer
Als Septimius Severus dann 195 damit begann, östlich des Euphrats militärisch aktiv zu werden, duldete das der parthische Großkönig Vologaeses V. (IV.) nicht. Die daraufhin von den Parthern durchgeführten Aktionen gegen römische Gebiete wurden 197 ihrerseits mit einer großen römischen Offensive geahndet, die wieder bis zum Tigris und zur parthischen Residenzstadt Ktesiphon führte. Der Kaiser, der dringend einen außenpolitischen Erfolg brauchte, beschloss anschließend, einen Teil des besetzten Gebietes dauerhaft zu annektieren. Mesopotamia wurde so ca. 199 erneut eine römische Provinz, zwar nicht mehr im gleichen Umfang wie unter Trajan, dafür aber dauerhaft. Die das Partherreich beherrschende Dynastie der Arsakiden wurde dabei nach Ansicht mancher Forscher so geschwächt, dass bald danach das Partherreich von den Sassaniden übernommen wurde. Andere Gelehrte sehen hingegen keine Verbindung zwischen dem verlorenen Krieg gegen Septimius Severus und dem 25 Jahre später erfolgten Sturz der Arsakiden, die vorher noch einen weiteren römischen Angriff unter Caracalla und Macrinus abwehren konnten.

## Sassanidische Rückeroberungsversuche
Die Sassaniden betrachteten sich als Nachfolger der Arsakiden und erkannten die römischen Eroberungen der severischen Zeit nicht an. Ob sie Anspruch auf den ganzen Vorderen Orient und Kleinasien erhoben, wie Herodian behauptet, ist umstritten; sicher ist, dass sie um 230 zu massiven Angriffen auf das römische Nordmesopotamien ansetzten. Nach gescheiterten Verhandlungen rüstete Kaiser Severus Alexander eine große Armee, die 232 gegen die Sassaniden zog. Aus nicht geklärten Gründen konnte sich die in drei getrennten Heeressäulen marschierende Armee nicht rechtzeitig vereinen, so dass die dadurch zahlenmäßig unterlegenen römischen Legionen einer Heeressäule von den Sassaniden unter Ardaschir I. vernichtend geschlagen wurden und die anderen sich daraufhin zurückzogen. Möglicherweise gelang den Sassaniden danach die vorübergehende Einnahme von Nisibis.

## Spätantike
Insgesamt gelang es den Sassaniden trotz mehrerer Versuche aber nicht, die Römer dauerhaft wieder aus Mesopotamien zu vertreiben. 298 konnte Galerius das römische Gebiet sogar noch erweitern. 363 musste Kaiser Jovian allerdings wichtige Territorien sowie die strategisch bedeutende Stadt Nisibis wieder aufgeben. Fortan blieb die Grenze in Nordmesopotamien lange weitgehend stabil. Ab 603 eroberten die Sassaniden dann unter Chosrau II. Mesopotamien. 630 fiel das Gebiet zwar wieder an Herakleios, doch im Zuge der Islamischen Expansion ging es bereits 636 endgültig an die Araber verloren.